# Prințul Oscar, Duce de Gotland
Prințul Oscar Carl August Bernadotte, Conte de Wisborg (15 noiembrie 1859 – 4 octombrie 1953) a fost al doilea fiu al regelui Oscar al II-lea al Suediei și a reginei Sofia de Nassau. S-a născut Prinț al Suediei și Norvegiei și a fost Duce de Gotland.